# Vägen tillbaka (1960)
Vägen tillbaka (italienska: Tutti a casa) är en italiensk-fransk dramakomedi från 1960 i regi av Luigi Comencini.

## Rollista i urval
- Alberto Sordi - löjtnant Alberto Innocenzi
- Eduardo De Filippo - Innocenzos far
- Serge Reggiani - Assunto Ceccarelli
- Martin Balsam - korpral Quintino Fornaciari
- Carla Gravina - Silvia Modena
- Didi Perego - Caterina Brisigoni
- Alex Nicol - amerikanen
- Achille Compagnoni - partisanen